# Gabinete de secretos

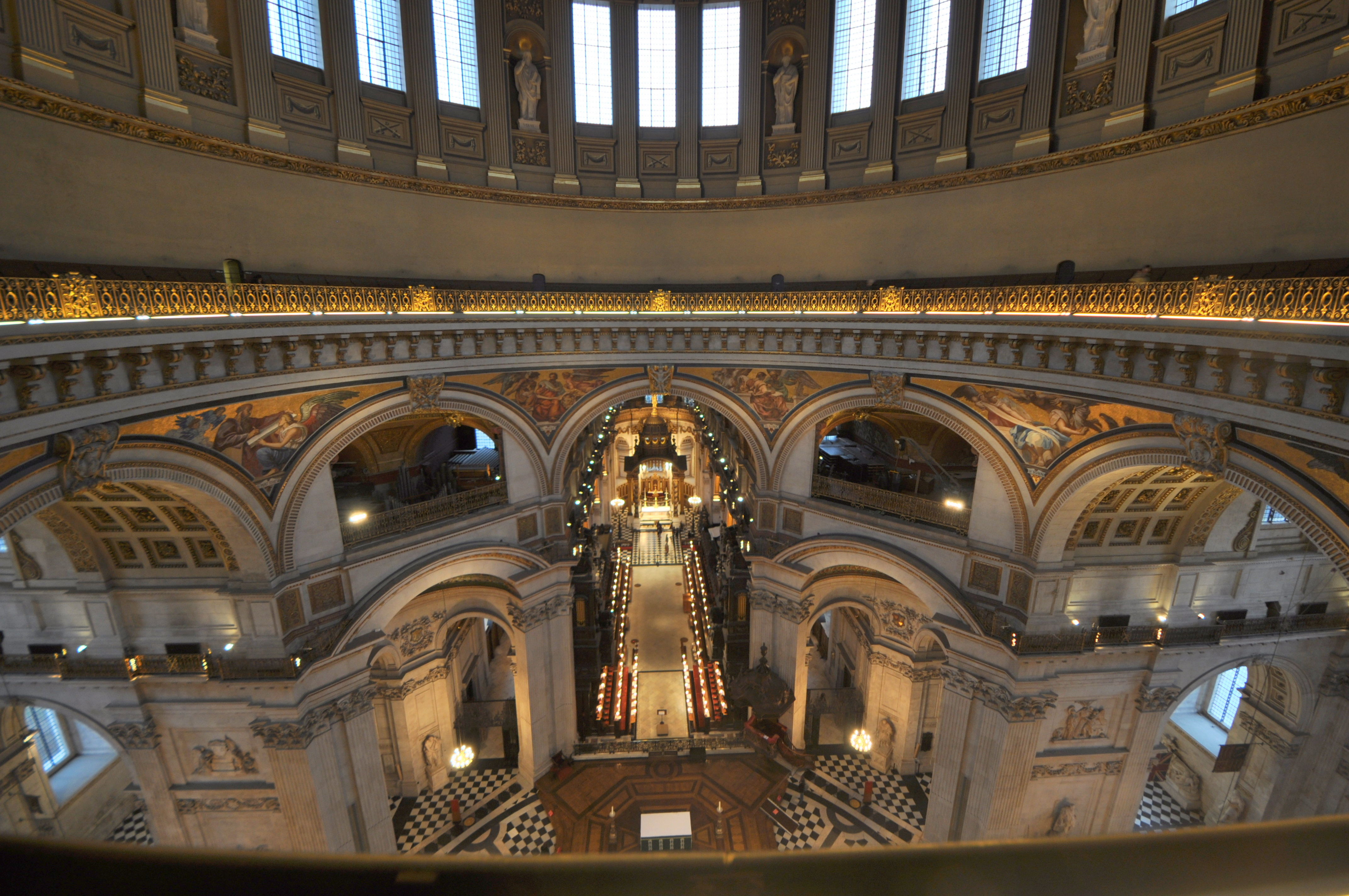
Gabinete de secretos en la Catedral de San Pablo en Londres

En arquitectura y física se llama sala o gabinete de secretos a una habitación de construcción especial que permite que se oiga en un punto determinado de ella lo que se diga en otro u otros de sus puntos, aunque sea en voz baja.
Esta propiedad nace exclusivamente de su diseño abovedado y de la forma de los muros. Es sabido que las ondas sonoras que parten de un punto, al encontrar un obstáculo en su marcha, se reflejan formando un ángulo de reflexión igual al de incidencia por lo que en una bóveda elíptica los sonidos producidos en uno de los focos de la elipse se reflejan en el otro. Para que no se pierda nada de la intensidad del sonido es preciso que en la bóveda no haya aberturas por las que se escaparían o sufrirían reflexiones irregulares las ondas que a ella llegasen. Además, para que esto suceda es necesario que los materiales de una construcción de estas características sean suficientemente elásticos, estén bien unidos, sin resaltes ni huecos y sin juntas aparentes. 

## Teoría
El fenómeno se debe al rebote de las ondas que tiene modos precisos debido a la geometría. Estos se conocen como modos de galería. Los científicos pueden crear gabinetes de secretos artificiales para estudiar este fenómeno.

## Ejemplos
- En el Real Monasterio de San Lorenzo de El Escorial, en España existe una habitación que reúne estas condiciones.[1]
- En algunas galerías también se da este hecho como por ejemplo la de la catedral de Gloucester, situada sobre el extremo oriental del coro y que recorre la iglesia de un extremo a otro. Dos personas hablando en voz baja pueden escucharse en lados extremos de la iglesia, a una distancia de 49 metros.[1]
- Sobre la cúpula de la Catedral de San Pablo de Londres se observa este fenómeno entre los extremos del domo.[1]
- Dionisio el Tirano hizo construir en Siracusa una habitación con una bóveda parabólica apoyaba constantemente el oído para sorprender las conversaciones ajenas.[1]
- En el Observatorio Real de París, hay un gabinete de secretos.[1]
- En el Convento Carmelita del Desierto de los Leones en la Ciudad de México existe un gabinete de secretos ubicado dentro de sus extensos jardines.[cita requerida]
- También una sala cuadrada cubierta por una bóveda elíptica en el piso bajo del Conservatorio de Artes y Manufacturas de París.[cita requerida]
- En la Torre del Homenaje del Castillo de Segura de la Sierra (Jaén), en las bóvedas interiores de su planta primera y segunda, se puede identificar este fenómeno. Colocándose dos interlocutores de cara a la pared, y en ángulos opuestos de sus cuatro esquinas, un leve susurro es transportado mágicamente hasta el otro lado, mientras que quien se sitúa en el centro apenas oye la conversación.[cita requerida]
- En sentido parecido, se dice que el acueducto de Claudio reflejaba la voz hasta a 16 millas de distancia.[cita requerida]